# Slag om Lumë
De Slag om Lumë is de benaming voor een reeks veldslagen tussen Albanese opstandelingen in Lumë, een benaming voor een regio in het district Kukës, tegen het binnenvallende Servische leger gedurende de Eerste Balkanoorlog in 1912. De Serviërs probeerden het noorden van Albanië te annexeren om zo toenadering tot de Adriatische Zee te krijgen.
Eind oktober 1912 annexeerde het Servische leger met succes het grootste gedeelte van gebieden met etnisch Albanese meerderheden buiten Albanië. De Albanezen organiseerden een opstand tegen het Servische leger om te voorkomen dat zij Albanië ook zouden bezetten. De Albanezen in Lumë heroverden de regio na bloederige gevechten met de Serviërs. 

Regio Lumë

De slag om Lumë eindigde toen de Albanezen het Servische leger versloegen. De slag was samen met het Albanese verzet tegen het Ottomaanse Rijk het begin van de Albanese onafhankelijkheidsverklaring op 28 november 1912, in december 1912 werd Albanië erkend als soevereine staat. De overwinning tijdens de slag om Lumë stelde de Adriatische kust voor Albanië veilig. 